# パヴェル・リヴォヴィチ・シリング

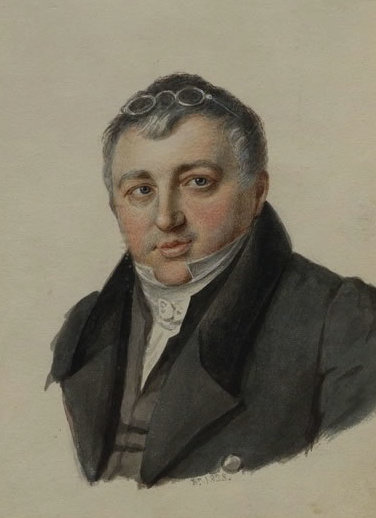
パヴェル・シリング（カール・ブリューロフ画）

パヴェル・リヴォヴィチ・シリング（ロシア語表記:Павел Львович Шиллинг、ラテン文字表記:Pavel Lvovitch Schilling、1786年–1837年）は、バルト・ドイツ人系のロシア外交官、ロシア軍人、電信の技術者。
シリングは出身地、出身民族、政府職員として所属した国、主に活躍した場所などの言語圏が複数にまたがっているので名の呼び方や表記法が良く知られているものだけでも数種類あり、ひとつに定まっていない。ドイツ式だとPaul Ludwig Schilling von CannstattあるいはPawel Lwowitsch Schilling von Cannstatt。英語圏ではしばしばBaron Pavel Lvovitch Schillingと「Baron 男爵」を冠してこの人物を呼び、英語圏やフランス語圏ではしばしば短くPaul Schillingと呼ぶ。
エストニアのリヴァル（現在のタリン）出身。
職歴の大部分は帝政ロシアの外務省に所属し在ミュンヘンロシア大使館で言語担当官として勤めた。ロシア軍人としては第六次対仏大同盟に関わった。
シリングの名が後世に記憶されている理由の主たるものは黎明期の電信技術に大きな貢献をしたことであり、シリングが開発した方式の電信機はシリング式電信機 （en:Schilling telegraph）と呼ばれている。電信の開発はロシア職員として行ったことではなく、シリング自身が自発的・個人的に行ったことである。

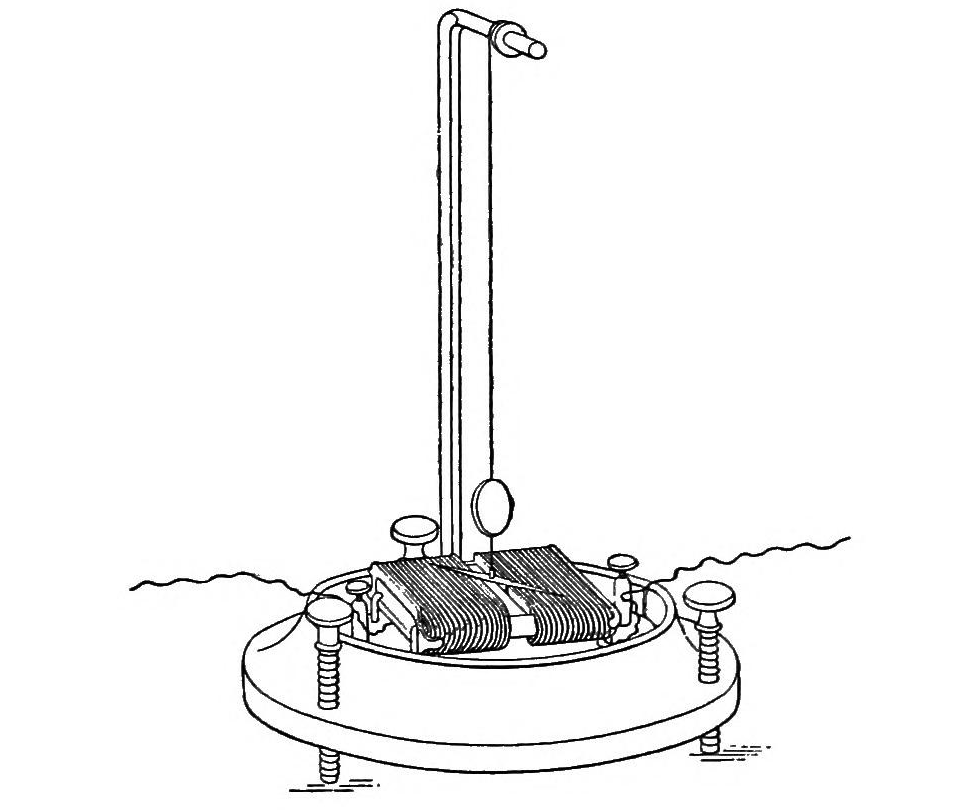
シリングの1針式電信（1828年）。装置高さ300mm、針の長さ57mm。当記事でイラストが正しく表示されていない場合でも英語版の記事:en:Schilling telegraphで閲覧可能。

ミュンヘンの大使館で勤務していた時期にサミュエル・トーマス・フォン・サマリング（de:Samuel Thomas von SoemmerringあるいはSamuel Thomas von Sömmerring）という電気化学方式の電信を開発中の人物と一緒に開発の仕事をした。シリングは初の電磁気方式で実用的な電信を開発した。シリングが開発したのは電磁コイルによって帯磁した針が振れる針電信（en:Needle telegraph）であり、バイナリ符号化方式（binary coding）を使うことで電線の数がサマリングが開発していた電信と比べて圧倒的に少なくて済む（※）という利点もあった。（※シリングの電信機は電線が2本だったと書いている文献もあるが、1本だったと書いている文献もある。電気的には接地を適切に使えば1本で可能なのだが、その上で1本ではなく2本方式を採用していたと指摘する文献もある。）

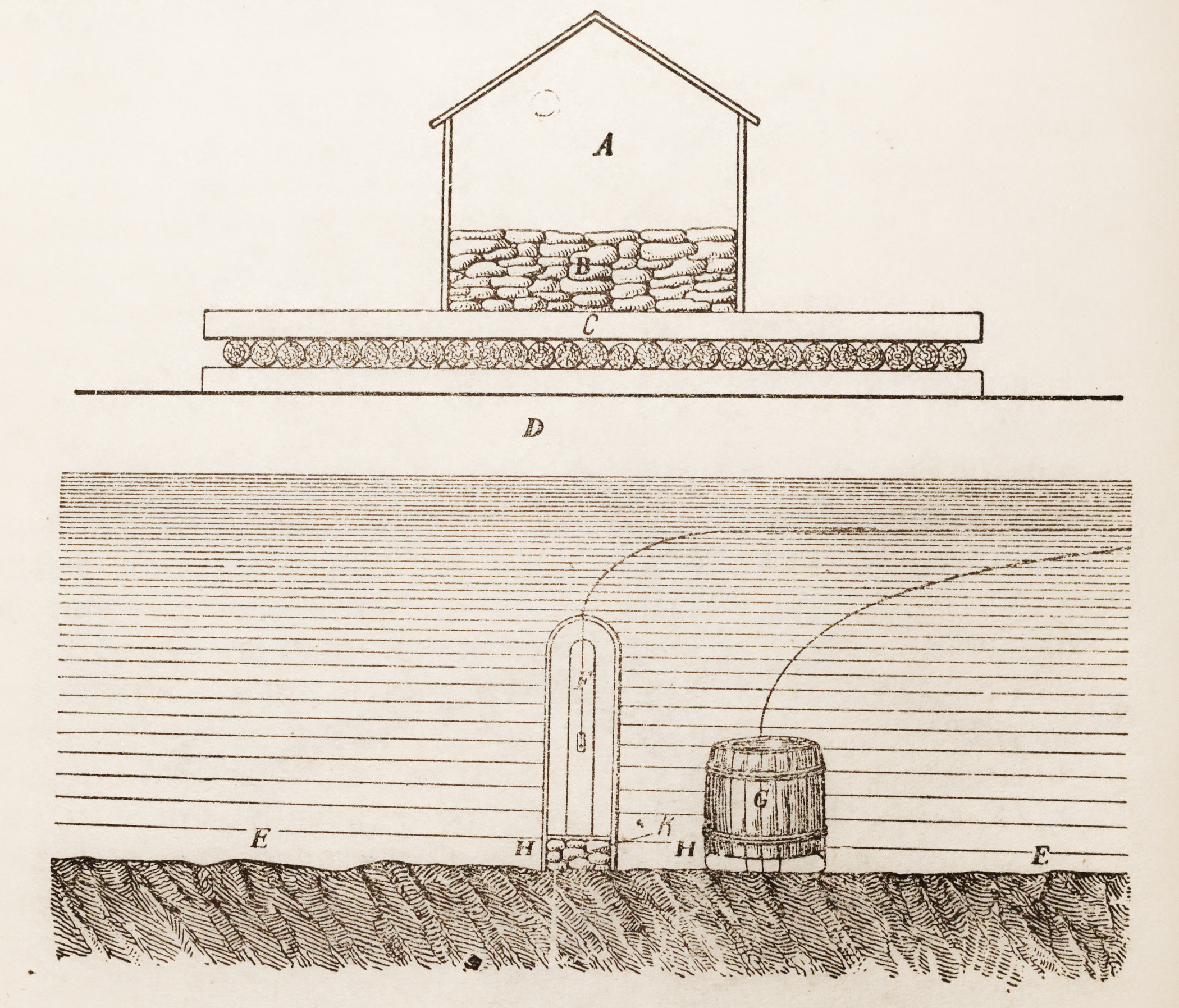
Karl Schildeとシリングによって設計された電気的な遠隔起爆装置の実験を1834年3月にサンクトペテルブルグで行った時の装置構成図

シリングは爆薬を電気的に遠隔起爆する技術の開発も行い、水中用の電線（水中ケーブル）のプロトタイプも開発した。シリングの水中ケーブルは銅線を絶縁体となるインド産のゴムで覆いニスで仕上げたものだった、と言われており、それをナポレオン戦争（に対処する第六次対仏大同盟）においてネヴァ川とセーヌ川で地雷を起爆させるために使った。
1814年のパリ包囲戦（Battle of Paris (1814)）に対仏大同盟側が勝利するとシリングは軍を離れ外務省の仕事に戻った。この時期の主な仕事は各地のロシア大使館との間で交わされる暗号作成のアルゴリズム作成、暗号解読、暗号の機密保持技術などであった。
また東洋の言語にも興味を抱いていたことが縁となりアジアを扱う部署へと異動しモンゴルの古い文字の資料を収集する調査団にも参加した。
1830年代には体調を崩した。

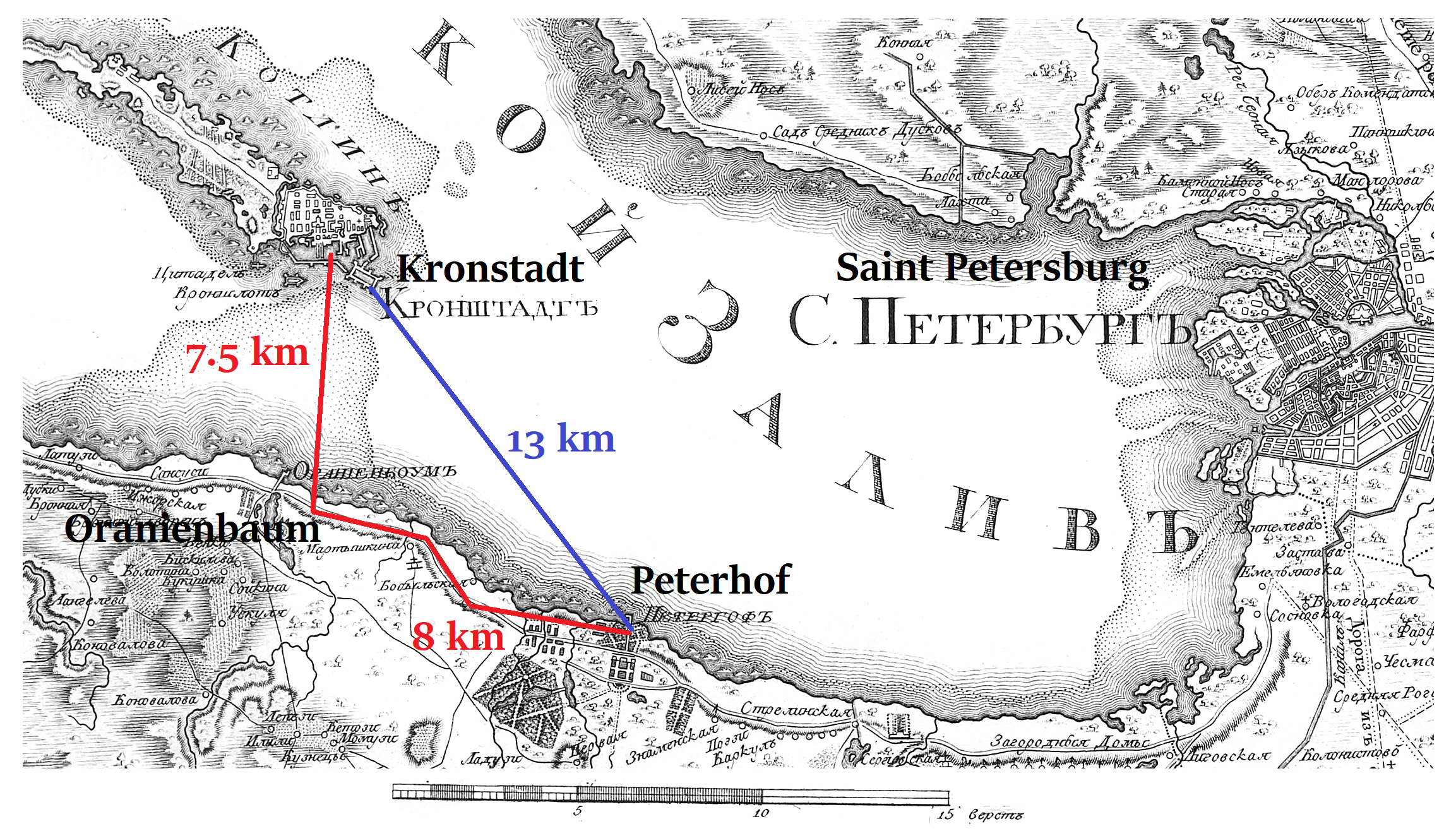
クロンシュタットとの電信線敷設の計画。赤線がシリングの提案（これは却下された）。青線が承認された計画。

ロシア皇帝ニコライ1世はシリングの開発した方式の電信技術を使って皇帝の夏季の宮殿であるペテルゴフ宮（Петергоф）と重要な軍港のクロンシュタットの間に引こうと計画。皇帝は計画を承認した、と海軍大臣のアレクサンドル・セルゲーエヴィチ・メーンシコフから1837年5月19日に告げられたシリングは、海底ケーブルの製造をサンクトペテルブルグのロープ工場に発注するところまでは関与したが、8月6日に没してしまい、彼の死によってこの電信敷設計画は破棄されることになった。 